# Prefektura (Francija)
Prefektura (francosko préfecture) v Franciji se lahko nanaša na:
- Chef-lieu de département (glavno mesto departmaja), kraj, v katerem je uprava departmaja;
- Chef-lieu de région (glavno mesto regije), kraj, v katerem je uprava regije;
- sodstvo prefekture;
- uradna rezidenca oz. sedež prefekta.

## Vloga prefekture v departmaju
V Franciji je 101 prefektura, po ena za vsak departmaja. Glavni uradnik se imenuje prefekt (francosko préfet). Prefektura je administracija podrejena francoskemu ministru za notranje zadeve, kot taka je zadolžena za izdajanje: osebne izkaznice, vozniška dovoljenja, potni listi, dovoljenja za prebivanje in delo za tujce, registracija vozil, registracija društev (ustanovitev, statusna sprememba, prenehanje), pa tudi vodstva državne policije in gasilcev, čeprav je od leta 2018 79 % gasilcev v Franciji prostovoljcev s krajšim delovnim časom.
Prefekture so običajno blizu geografskega središča svojih departmajev; prvotno so bile izbrane, ker so bile oddaljene en dan vožnje na konju od kjer koli v departmaju. Zato največje naselje v departmaju morda ni vedno njegova prefektura: departma Marne ima na primer svojo prefekturo v Châlons-en-Champagne kljub temu, da je mesto Reims, blizu meje z Aisne, štirikrat večje od njega.
Prefekt predstavlja nacionalno vlado na nivoju lokalne uprave in kot tak izvaja pooblastila, ki so ustavno pripisovana francoski vladi. Prefekt objavlja uredbe, napisane za izvajanje lokalnih zakonov, npr. zaprtje stavb, ki ne ustrezajo varnostnim standardom, spreminjanje pravil o voznih razmerah (gradbena dovoljenja, mejne hitrosti).
Organ upravljanja departmaja je svet departmaja (francosko Conseil départemental), ki je izvoljen po sistemu kantonov. Med drugim skrbi za gradnjo in vzdrževanje srednjih šol (collèges) in departmajskih cest, finančno pomoč vzdrževanim osebam (invalidi in starejši) ter spodbujanje lokalnega gospodarskega razvoja. V preteklosti je bil prefekt vodja departmaja, od leta 1982 pa je predsednik sveta departmaja prevzel vlogo izvršnega direktorja departmaja.

## Pariz
Izjema je v Parizu v regiji Île-de-France in njenih treh okoliških departmajih, znanih kot Petite Couronne (majhna krona): Hauts-de-Seine na zahodu, Seine-Saint-Denis na severovzhodu in Val-de-Marne na jugovzhodu. Te departmaje upravlja dodatna ločena enotna prefektura za namene kazenskega pregona in varnosti, policijska prefektura (francosko: préfecture de police), znana kot pariška policijska prefektura, stanje, podedovano od Pariške komune iz leta 1871. Moč prava izvršba je običajno vložena v župana v drugih občinah. To pooblastilo ima prefekt pariške policije v Petite Couronne.
Leta 2012 je bila podobna struktura ustanovljena v Bouches-du-Rhône, policijski prefekturi Bouches-du-Rhône, ki jo vodi prefekt policije Bouches-du-Rhône, čeprav je formalno manj neodvisna od tiste v Parizu.

## Razdelitev departmajev
Departmaji so razdeljeni na okrožja, nadalje na kantone. Glavno mesto okrožja je podprefektura (sous-préfecture). Glavni uradnik je podprefekt (sous-préfet). Kantoni imajo relativno malo pristojnosti še najpomembnejša je organizacija lokalnih volitev.